# Wybory prezydenckie w Finlandii w 2018 roku

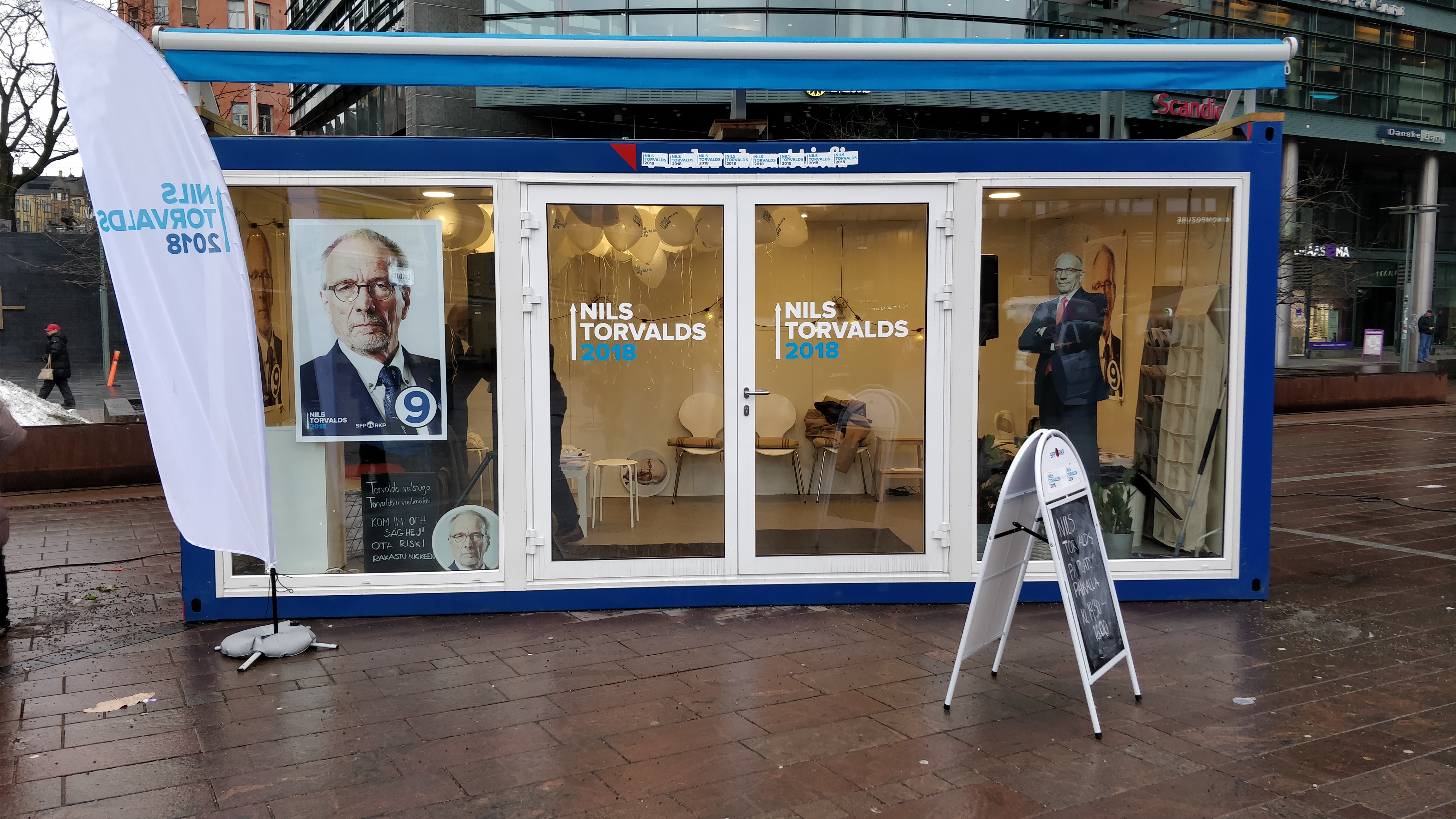
Nils Torvalds punkt poparcia

Wybory prezydenckie w Finlandii – wybory, które odbyły się 28 stycznia 2018. Urzędujący prezydent Sauli Niinistö uzyskał w skali kraju 62,7% głosów, tym samym wygrywając w pierwszej turze. Drugim najpopularniejszym kandydatem był Pekka Haavisto, który zdobył 12,4% głosów. Taki sam układ pierwszych dwóch miejsc miał miejsce podczas poprzednich wyborów (w 2012 roku): Niinistö uzyskał wówczas w pierwszej turze 37%, zaś Haavisto 17,5%.
W przypadku konieczności przeprowadzenia drugiej tury, odbyłaby się ona 11 lutego 2018.

## Kandydaci
| Imię, nazwisko, wiek  | Partia polityczna                    | Uwagi |
| --------------------- | ------------------------------------ | --- |
| Tuula Haatainen (57)  | Socjaldemokratyczna Partia Finlandii | minister edukacji w latach 2003-2005, minister zdrowia w latach 2005-2007                                   |
| Pekka Haavisto (59)   | Liga Zielonych                       | minister środowiska i rozwoju w latach 1995–99, minister rozwoju w latach 2013–14                           |
| Laura Huhtasaari (38) | Perussuomalaiset                     | posłanka od 2015 roku, wiceprezes partii                                                                    |
| Merja Kyllönen (41)   | Sojusz Lewicy                        | europosłanka, w fińskim parlamencie od 2007 roku, w latach 2011–2014 Minister Transportu                    |
| Sauli Niinistö (69)   | kandydat niezależny                  | poprzedni prezydent (2012-2018)                                                                             |
| Nils Torvalds (72)    | Szwedzka Partia Ludowa               | były dziennikarz Yle                                                                                        |
| Matti Vanhanen (62)   | Partia Centrum                       | były premier w latach 2003–2010                                                                             |
| Paavo Väyrynen (71)   | kandydat niezależny                  | wcześniej trzykrotnie startował w wyborach prezydenckich jako kandydat Partii Centrum (w 1988, 1994 i 2012) |

## Wyniki
Sauli Niinistö zwyciężył w pierwszej turze, uzyskując 62,7% głosów. Nie zdobył powyżej 50% głosów jedynie w 13 fińskich gminach.
Wyniki wszystkich kandydatów:
| #  | Kandydat         | Liczba głosów | Procent głosów |
| -- | ---------------- | ------------- | -------------- |
| 1. | Sauli Niinistö   | 1 874 334     | 62,7           |
| 2. | Pekka Haavisto   | 370 823       | 12,4           |
| 3. | Laura Huhtasaari | 207 175       | 6,9            |
| 4. | Paavo Väyrynen   | 185 144       | 6,2            |
| 5. | Matti Vanhanen   | 122 321       | 4,1            |
| 6. | Tuula Haatainen  | 97 255        | 3,3            |
| 7. | Merja Kyllönen   | 89 816        | 3,0            |
| 8. | Nils Torvalds    | 44 661        | 1,5            |